# Dibate (woreda)
Cet article concerne le woreda. Pour son chef-lieu, voir Dibate.
Dibate est un woreda de la zone Metekel de la région Benishangul-Gumuz, à l'ouest de l'Éthiopie.
Le woreda compte 66 654 habitants en 2007.
Il porte le nom de son chef-lieu.

## Situation
Le woreda s'étend sur 2 425 km2 [réf. souhaitée].
Son chef-lieu, Dibate, est situé à l'est du woreda sur la route menant à Chagni dans la région Amhara,.
Le woreda est bordé à l'ouest par Bulen et au nord par Mandura qui sont comme lui des woredas de la zone Metekel (zone) de la région Benishangul-Gumuz. Dans les autres directions,
- le Nil Bleu (appelé rivière Abay dans cette partie de son cours) le sépare du woreda Yaso de la zone Kamashi au sud ;
- un affluent du Nil Bleu, la rivière Dura[réf. souhaitée], le sépare du woreda Guangua de la région Amhara à l'est.

Le Nil Bleu longe les montagnes Danjiga au sud du woreda[réf. souhaitée].

## Histoire
Le nom « Dibate » pouvait parfois s'orthographier Debate ou Dibati.
Le territoire des actuels woredas Dibate et Mandura faisaient autrefois partie du woreda Guangua. La création de woredas séparés remonte aux années 1960 dans un contexte où le gouvernement éthiopien multiplie les centres administratifs en vue de contrôler la région Gumuz.
Les trois woredas font partie de l'awraja Metekel de l'ancienne province du Godjam jusqu'à la création des régions éthiopiennes sur des bases ethniques dans les années 1990. Dibate et Mandura restent alors dans la zone Metekel de la région Benishangul-Gumuz tandis que Guangua est transféré à la région Amhara.

## Démographie
Au recensement de 2007, le woreda a 66 654 habitants dont 11% de population urbaine dans la ville de Dibate.
Les habitants du woreda sont 45,8 % à déclarer pratiquer le christianisme orthodoxe éthiopien ; 18,9 % sont de religion traditionnelle ; 18,8 % sont musulmans et 15,5 % sont protestants.
Avec une superficie de 2 425 km2, le woreda a une densité de population de 27,5 personnes par km2 ce qui est supérieur à la moyenne de la zone[réf. souhaitée].
En 2020, la population est estimée — par projection des taux de 2007 — à 87 662 personnes.